# Polygala myriantha
Polygala myriantha är en jungfrulinsväxtart som beskrevs av Chod.. Polygala myriantha ingår i släktet jungfrulinssläktet, och familjen jungfrulinsväxter. Inga underarter finns listade i Catalogue of Life.